# جاك بيرسكيان
جاك بيرسكيان (مواليد 1962) هو فنان فلسطيني وقيّم فني من القدس. وهو من أصل أرمني ومواطن أمريكي.

## سيرته الشخصية
ولد برسكيان لعائلة أرمنية في القدس الشرقية، وبدأ مسيرته المهنية في عالم الفنون كموسيقي ومروج للموسيقى في الثمانينيات، قبل أن يتحول إلى الفنون البصرية. أسس بيرسكيان بعد عودته من إقامة طويلة في الولايات المتحدة في 1992، معرض أناديل في حارة النصارى في البلدة القديمة بالقدس، كأول معرض مستقل في الأراضي الفلسطينية الواقعة تحت الاحتلال الإسرائيلي، مع التركيز على الفنانين الفلسطينيين المعاصرين. ودعا الفنانة الفلسطينية البريطانية منى حاطوم إلى القدس في 1996، ونظم بعد ذلك معرضها الأول في فلسطين. وهو أيضاً مؤسس ومدير مؤسسة المعمل للفن المعاصر في القدس.
وقد نظم خلال عمله مع المعمل نسختي 2008 و2010 من «معرض القدس»، الذي أثبت نفسه منذ ذلك الحين كحدث ثقافي يقام كل سنتين في البلدة القديمة. وكان رئيس لجنة تحكيم مسابقة معرض فنون العالم الفنية في 2008، والتي تقام كل سنتين في متحف كارديف الوطني، وهي أكبر جائزة فنية في المملكة المتحدة.[بحاجة لمصدر]
شغل بيرسكيان منصب المدير المؤسس لمؤسسة الشارقة للفنون وكان مسؤولاً عن بينالي الشارقة في الفترة من 2009 إلى 2011. وخسر منصبه بسبب عمل فني مثير للجدل مُنع من العرض الفني إثر تدخل حاكم الشارقة سلطان بن محمد القاسمي.
كان برسكيان أستاذاً زائراً في الكلية الملكية للفنون في لندن من 2011 إلى 2015. كما شغل منصب المدير الفني لمعرض قلنديا الدولي (2012)، الذي تأسس ليكون بينالي فلسطيني.
وكان واحداً من ثلاثة أعضاء في لجنة تحكيم مسابقة آكبانك سانات الدولية للقيّمين الفنيين في 2012.
وتولى منصب أمين عام ومدير المتحف الفلسطيني في 2012. لكنه استقال من منصبه في نهاية 2015، أي قبل أقل من عام من الافتتاح الرسمي للمتحف، بسبب خلافات مع بعض الداعمين الماليين الرئيسيين للمشروع.[بحاجة لمصدر]
وحصل برسكيان على وسام الاستحقاق الفلسطيني للثقافة والعلوم والفنون من الرئيس الفلسطيني محمود عباس في 2016.
ينتقد برسكيان علناً الاحتلال الإسرائيلي المستمر للأراضي الفلسطينية منذ 1967 والتمييز الناتج عن ذلك ضد السكان غير الإسرائيليين. مستشهدا بتجربته الشخصية كفلسطيني غير يهودي مقيم في القدس وخاضع للقوانين الإسرائيلية، يقول إنه لا يستطيع قبول أي من عروض العمل الدولية المربحة التي تتطلب منه مغادرة حدود المدينة لمدة نصف عام دون المخاطرة بوضع إقامته وممتلكات منزل عائلته في القدس الشرقية.

## المعارض الشخصية
- 2017: 100 عام (تصوير)، معرض أناديل، القدس
- 2017: بعد ماتسون/بعد وايتنج، معهد أولبرايت للأبحاث الأثرية، القدس
- 2014: بحضور الكرسي الرسولي، بيت لحم (مواقع مختلفة)
- 2010-2012: صابون نابلسي (عُرض مع طارق عطوي)، وزارة الثقافة البرازيلية في ساو باولو، ومضة (الاحتفال بريادة الأعمال) في دبي (مع طارق عطوي)، معهد الفنون المعاصرة في لندن، متحف هامر في لوس أنجلوس، معهد ماساتشوستس للتكنولوجيا في بوسطن، متحف الفن الحديث في نيويورك، المتحف الجديد في نيويورك، مؤسسة المعمل للفن المعاصر في القدس، روت فابريك في زيوريخ، دارة الفنون في عمان، آرت سبيس في سيدني ومهرجان أديلايد للفنون، أستراليا.

```
2004: 
جدار الصابون
 (تركيب)، في فندق موفنبيك البحر الميت (في اجتماع 
المنتدى الاقتصادي العالمي
 في الأردن)
```

## المعارض المشتركة
- 2010: معرض القدس الرابع: الإرهاق (مع جمانة إميل عبود)، القدس
- 2009: الارتباك الثاني: صعود وسقوط المدن العربية، جزيرة السعديات، أبو ظبي[11]
- 2008: معرض القدس الثاني: جولات في المدينة، القدس
- 2008: دبي التالية، (بالتنسيق مع ريم كولهاس) في متحف فيترا للتصميم، فايل أم راين، ألمانيا
- 2007: معرض القدس، القدس
- 2006: إعادة النظر في الفن الفلسطيني، كوينكا، اسبانيا
- 2005: بينالي الشارقة السابع (مع كين لوم وتيرداد ذو القدر)، الإمارات العربية المتحدة
- 2003: الارتباك – فنانون عرب معاصرون من الشرق الأوسط، بيت ثقافة العالم، برلين
- 2002: بعيد، كم قريب: الفن الفلسطيني الجديد. في ثلاثة محافل لغاليري إفا في بون وشتوتغارت وبرلين
- 1998: التمثيل الفلسطيني الرسمي في بينالي ساو باولو.